# Petrinja (Kostajnica)
Petrinja (szerbül: Петриња), falu Bosznia-Hercegovinában, Bosanska krajina területén, Kostajnica községben, a Szerb Köztársaságban. 

## Fekvése
Bosznia-Hercegovina északnyugati részén, Banja Lukától légvonalban 68, közúton 90 km-re északnyugatra, községközpontjától 4 km-re keletre, 104 – 220 méteres tengerszint feletti magasságban, az Una jobb partján fekszik. Két földrajzi zónára oszlik: a folyó menti hordaléksíkságra és a felette fekvő dombvidékre. Az Una folyó menti hordaléksíkság területe az ún. Petrinjsko polje, amely a legjobb minőségű talajt képviseli ezen a településen. Petrinjsko poljén mezőgazdasági haszonnövényeket, például kukoricát és búzát termesztenek, és vannak kisebb földrészletek is, amelyeket kertként használnak, ahol zöldséget termesztenek, elsősorban személyes használatra. Ezek a növények a következők: burgonya, paradicsom, bab, paprika stb. A település iránya nagyjából kelet-nyugati, a településen áthaladó a Novi Grad - Kostajnica - Kozarska Dubica főút és a vele párhuzamos helyi út irányában nyúlik el.

## Népessége
| Nemzetiségi csoport | Népesség 1991 | Népesség 2013 |
| ------------------- | ------------- | ------------- |
| Szerb               | 568           | 484           |
| Bosnyák             | 1             | 0             |
| Horvát              | 3             | 1             |
| Jugoszláv           | 4             | 0             |
| Egyéb               | 5             | 4             |
| Összesen            | 581           | 489           |

## Története
Kostajnica község területén számos régészeti lelőhely található, amelyek közül Petrinja településen található középkori a „Drenovac” erőd maradványa. Ez azt jelenti, hogy Petrinja település a középkor óta önállóan létezik. Maga a hely nincs egyértelműen megjelölve, és nem is történt jelentős erőfeszítés a lelőhely védelmére. 
A település 1878-ig tartozott az Oszmán Birodalomhoz, ekkor a berlini kongresszus határozata alapján az Osztrák-Magyar Monarchia része lett. 1879-ben az első osztrák-magyar népszámlálás során a Kostajnicai járáshoz tartozó község részeként a településnek 65 háztartása és 345 ortodox szerb lakosa volt. 1910-ben a Kostajnicai járásba tartozó Petrinja községben 103 háztartást, 668 ortodox szerb és 1 muszlim lakost találtak.A monarchia szétesésével 1918-ben előbb a Szerb-Horvát-Szlovén Királyság, majd 1929-től a Jugoszláv Királyság része. 1921-ben a községnek 108 háztartása és 361 lakosa volt. Jugoszlávia megszállása után a falu a Független Horvát Állam (NDH) része lett. 1945-től a település a szocialista Jugoszlávia része volt. A Bosznia-Hercegovinában zajló polgárháború idején a település a Boszniai Szerb Köztársaság része volt. A daytoni békeszerződést követő területfelosztásnál a település, Kostajnica község részeként a Szerb Köztársaság területéhez került.

## Gazdaság
A terület fő gazdasági tevékenysége a mezőgazdaság. A földművelés (kukorica és búza) és az állattenyésztés (tehén és juh) mellett a gyümölcstermesztés (alma és málna) a meghatározó.

## Kultúra
Petrinján az általános iskola épülete mellett található egy közösségi ház, amely nemcsak a helyiek, hanem Kostajnica község más polgárainak fő találkozóhelyeként szolgál. A szociális központ feladata, hogy szórakozás és társasági élet céljából összegyűjtse a helyi lakosságot. Mára sajnos ez a hagyomány sokkal ritkább lett, és csak az idősebb lakosság körében ápolják. A petrinjai kultúrotthonban a község által szervezett mulatságokat rendeznek, és a temetések utáni ebédek helyszínéül is szolgál. Jellegzetes rendezvény az „Ojkača”, melyet minden évben Szent György napja előtti estén tartanak, majd a Pepinovac-malom mellett gyűlnek össze a helyiek, ahol zenével és italokkal köszöntik ezt a napot. Egy újabb esemény a „Tractoriad”, amelyet alkalmanként rendeznek, és nem hagyományos jellegű.

## Oktatás
Petrinja község területén egy általános iskola található, amely a kostajnicai „Petar Mećava” központi általános iskola területi iskolájaként működik. Magában az iskolában az ötödik osztályig zajlik a tanítás, ami azt jelenti, hogy az iskola az alapfokú oktatás alsó tagozatának nevelésére működik. A tanulólétszám 10-20 fő között mozog és az órákat vegyes osztályok látagatják. Kostajnica község más településeiről származó gyerekek a kostajnicai általános iskolában tanulnak.